# Peter I van Joegoslavië
Peter I Karađorđević (Servisch: Петар I Карађорђевић/Petar I Karađorđević) (Belgrado, 11 juli 1844 – Belgrado, 26 augustus 1921) was van 1903 tot 1918 koning van Servië en daarna tot zijn dood koning van het koninkrijk der Serviërs , Kroaten en Slovenen dat beter bekend is onder de latere naam Joegoslavië. Hij behoorde tot het huis Karađorđević.
Peters vader, vorst Alexander Karađorđević, in 1858 afgezet ten gunste van de vroegere Servische heerser, vorst Miloš uit het huis Obrenović, vluchtte naar Oostenrijk. Peter groeide op in Genève en Parijs en nam als vrijwilliger aan Franse zijde deel aan de Frans-Pruisische Oorlog (1870-1871). In 1875 nam hij deel aan de Bosnische opstand tegen de Ottomanen. In 1883 trouwde hij, op aandringen van tsaar Alexander III, met Zorka Petrović-Njegoš, dochter van koning Nicolaas I van Montenegro.
De nieuwe koning Alexander Obrenović (Servië was in 1882 tot zelfstandig koninkrijk verheven) had zich de vijandschap van de generale staf en de Radicale Partij op de hals gehaald door met zijn maîtresse Draga Mašin te trouwen. Koning Alexander werd almaar impopulairder en in 1903 drongen officieren het paleis te Belgrado binnen, schoten het koningspaar dood en wierpen hun verminkte lichamen in de tuin. Ook enige ministers werden gedood. Deze moordpartij veroorzaakte een internationale rel. Koning Eduard VII van het Verenigd Koninkrijk herriep zijn erkenning van het onafhankelijke Servië en Rusland stelde voor dat Oostenrijk orde op zaken zou gaan stellen.
De Serviërs losten de crisis echter zelf op door de bijna negenenvijftigjarige Peter Karađorđević de kroon aan te bieden. Peter was een democraat en had een uitstekende reputatie op militair gebied. Premier Nikola Pašić van de Radicale Partij oefende de feitelijke macht uit en de grondwet, het leger, het schoolsysteem en de landbouw werden hervormd. Inzake buitenlands beleid brak Peter met de oriëntatie op Oostenrijk-Hongarije dat de voornaamste handelspartner en bondgenoot was. In plaats daarvan verbeterde hij de relaties met Bulgarije, Frankrijk en Rusland. Dit zinde de Oostenrijkers niet en ze legden de Serviërs een handelsembargo op, de Varkensoorlog (vernoemd naar het voornaamste Servische exportproduct). Dit bracht de economie aanvankelijk veel schade toe maar leidde uiteindelijk tot diversificering. Peter verklaarde zich openlijk voorstander van de aansluiting van Bosnië en Herzegovina bij Servië. Onder Peter I zijn regering werd Servië naar het zuiden sterk uitgebreid ten gevolge van de Balkanoorlogen.
Na de Balkanoorlogen verkeerde Servië in een tumultueuze toestand en op 11 juni 1914 trok Peter zich wegens gezondheidsredenen terug uit de regering. Hij benoemde zijn zoon, kroonprins Alexander, tot regent. Grote populariteit verwierf hij door deel te nemen aan de zware terugtocht van het Servische leger door Albanië naar Korfoe in 1915 - hij moest worden gedragen. Na de Eerste Wereldoorlog trok de bezettingsmacht Oostenrijk-Hongarije zich uit Servië terug en Alexander riep het koninkrijk der Serven, Kroaten en Slovenen uit. Dit verenigde Joegoslavië bestond uit Servië, Montenegro (koning Nicolaas was in de oorlog gevlucht) en delen van het voormalige Oostenrijk-Hongarije, waaronder ook Bosnië en Herzegovina. De bejaarde Peter werd uitgeroepen tot koning, maar was dit slechts in naam - Alexander bleef als regent optreden tot de dood van zijn vader in 1921.

Koning Peter werd begraven in de kerk van St. George die hij zelf op de heuvel Oplenac liet bouwen. Alexander volgde zijn vader op.

## Kinderen
Koning Peter en koningin Zorka hadden de volgende kinderen:
- Helena Petrovna (1884-1962)
- Milena (1886-1887)
- George (1887-1972)
- Alexander (1888-1934)
- Andreas (* 1890, stierf direct na zijn geboorte, net als zijn moeder)